# UltraSPARC

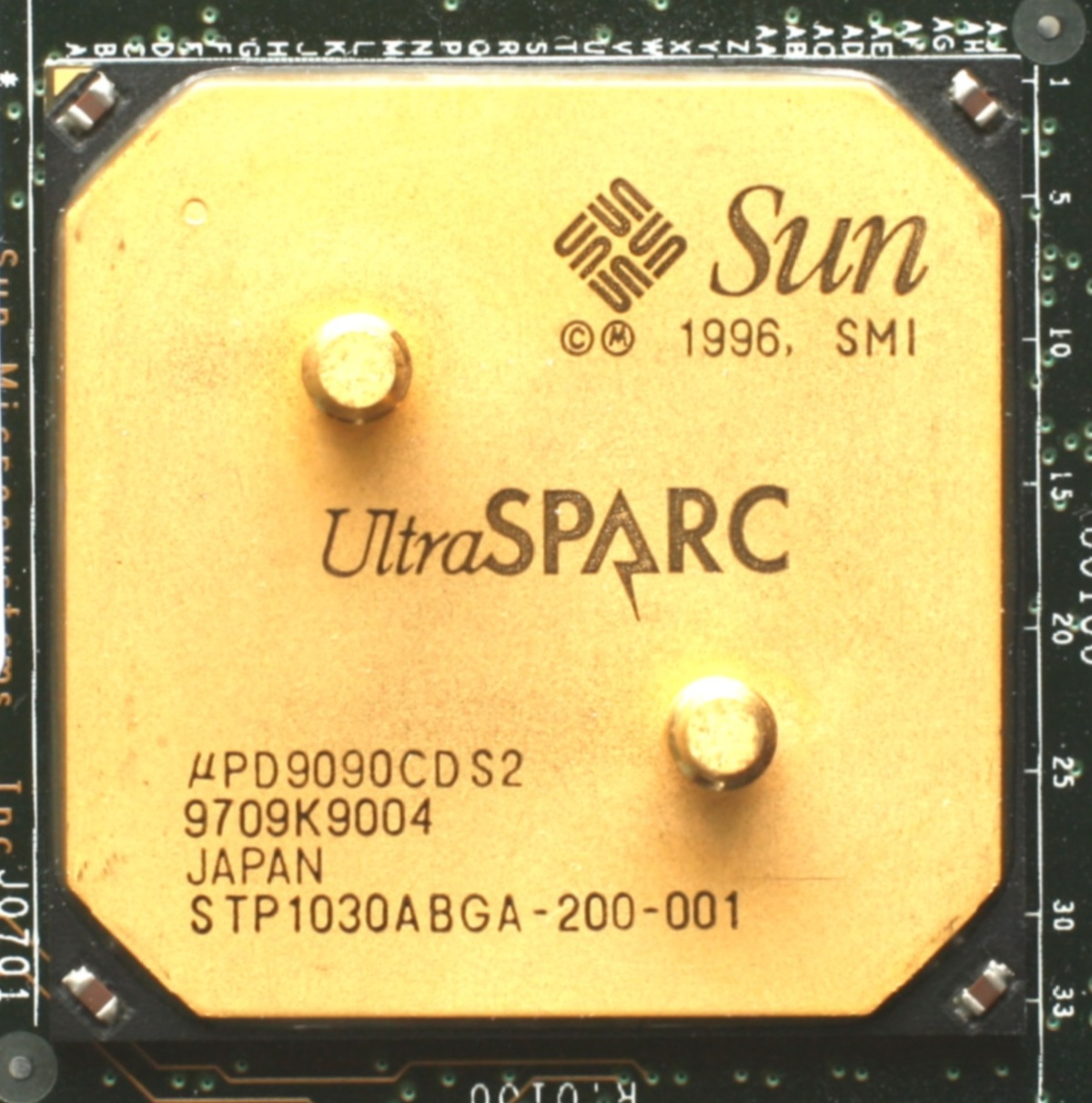
Процессор UltraSPARC

UltraSPARC — 64-битный микропроцессор, разработанный корпорацией Sun Microsystems и произведённый Texas Instruments, который использует систему команд SPARC V9. Он был представлен в середине 1995. Это был первый микропроцессор от Sun Microsystems, использующий SPARC V9.

## Функциональные элементы
Функциональные узлы были упрощены по сравнению с SuperSPARC для достижения более высоких тактовых частот.
Целочисленный регистровый файл имеет 32 64-битных записи. Так как в системе команд SPARC используются регистровые окна, которых в UltraSPARC восемь, то общее количество регистров составляет 144. Регистровый файл имеет 7 портов для чтения и 3 для записи. Целочисленный регистровый файл предоставляет регистры двум арифметическо-логическим устройствам (АЛУ, ALU) и устройству считывания/записи (load/store unit). Оба АЛУ могут исполнять арифметические, логические инструкции и инструкции сдвига, но только одно может выполнять умножение и деление.
Математический сопроцессор (FPU) состоит из пяти функциональных узлов. Один из них выполняет сложение и вычитание с плавающей точкой, другой умножение, третий деление и взятие квадратного корня. Два узла служат для исполнения SIMD-инструкций, описанных в VIS (Visual Instruction Set). Регистровый файл сопроцессора содержит 32 64-битных регистра. Он имеет 5 портов для чтения и 3 для записи.

### Кэш
UltraSPARC имеет два уровня кэша, первичный и вторичный. Имеется два первичных кэша, один для инструкций, другой для данных. Оба имеют вместимость 16 Кб. Вторичный кэш имеет объём от 512 Кб до 4 Мб.

## Производство
UltraSPARC содержит 3,8 миллиона транзисторов. Он был произведён по технологии EPIC-3, созданной Texas Instruments.